# Seč (Plzeň)
Seč é uma comuna checa localizada na região de Plzeň, distrito de Plzeň-jih.